# Трайко Данданов
Трайко Кузов Данданов е български революционер, деец на Вътрешната македоно-одринска революционна организация.

## Биография
Данданов е роден в 1872 година в костурското село Горенци, тогава в Османската империя, днес Корисос, Гърция. Баща му Кузо (Козма) е председател на новосформираната българска община в Горенци в  1897 година, а брат му Григор е първият български учител в селото в 1888 година. Заедно с братовчед си Никола Данданов, Трайко е сред най-активните членове на Горенската българска община.
В 1902 година Трайко Данданов е в четата на Христо Чернопеев, а по-късно във върховистката чета на полковник Анастас Янков. В 1903 година по време на Илинденско-Преображенското въстание е в четата на Митре Влаха. След въстанието емигрира в Свободна България и се установява във Варна. В началото на 1904 година се завръща в Костурско и става районен войвода в Пополето. През юни същата година е заловен и осъден на три години затвор.
Данданов излиза от затвора в 1906 година заедно с тримата си другари и се опитва да отвори затвореното след въстанието българско училище в Горенци, но без резултатно. През есента на 1907 година няколко албанци, подкупени от гръцкия комитет, го нападат - Трайко оказва съпротива, като убива един от нападателите и ранява двама, но самият е тежко ранен и скоро умира.